# Abbey Cooper
Abigail „Abbey“ Cooper (* 25. Mai 1992 in Topsfield, Massachusetts als Abbey D’Agostino) ist eine US-amerikanische Leichtathletin, die sich auf den Langstreckenlauf spezialisiert hat.

## Sportliche Laufbahn
Abbey Cooper wuchs in Massachusetts auf und studierte bis 2014 am Dartmouth College. 2012 und 2013 wurde sie NCAA-Collegemeisterin über 5000 Meter im Freien sowie 2013 und 2014 über 3000 und 5000 Meter in der Halle. Erste internationale Erfahrungen sammelte sie im Jahr 2015, als sie bei den Weltmeisterschaften in Peking mit 16:16,47 min den Finaleinzug im 5000-Meter-Lauf verpasste. Im Jahr darauf belegte sie bei den Hallenweltmeisterschaften in Portland in 8:58,40 min den fünften Platz im 3000-Meter-Lauf und im August gelangte sie bei den Olympischen Sommerspielen in Rio de Janeiro ins Finale über 5000 Meter, ging dort verletzungsbedingt aber nicht mehr an den Start. 

## Persönliche Bestleistungen
- 1500 Meter: 4:08,04 min, 13. Juni 2015 in Waltham
  - Meile (Halle): 4:28,31 min, 24. Januar 2014 in Boston
- 3000 Meter (Halle): 8:51,91 min, 15. Februar 2014 in New York City
- 5000 Meter: 14:52,37 min, 20. August 2021 in Eugene
  - 5000 Meter (Halle): 15:24,44 min, 20. Februar 2016 in New York City
- 10.000 Meter: 33:03,20 min, 18. Juli 2020 in Shrewsbury